# Licofrão de Cálcis
Licofrão de Calcis (em grego:  Λυκόφρων ὁ Χαλκιδεύς, nascido entre 330–325 a.C.) foi um poeta grego erudito do período helenístico, que viveu em Cálcis no século III a.C. A ele é atribuída a obra Alexandra, que retrata as profecias de Cassandra. Este poema traz a marca do culto à erudição, com trechos obscuros e vocabulário exótico. Por suas referências a Roma e ao Ocidente, há dúvidas se esta obra foi de fato escrito por Licofrão ou se houve um acréscimo posterior por outro autor.

## Vida e obras diversas
Ele nasceu em Chalcis, na Eubeia, e floresceu em Alexandria na época de Ptolomeu Filadelfo (285–247 a.C.). De acordo com o Suda, a massiva enciclopédia histórica grega bizantina do século X, ele era filho de Socles, mas foi adotado por Lico de Régio. Ele foi confiado por Ptolomeu com a tarefa de organizar as comédias na Biblioteca de Alexandria; como resultado de seu trabalho, ele compôs um tratado sobre a comédia. Licofrão também teria sido um hábil escritor de anagramas.

## Tragédias
As composições poéticas de Licofrão consistiam principalmente em tragédias, o que lhe garantiu um lugar na pleíada de tragédias alexandrinas. O Suda dá os títulos de vinte tragédias, das quais poucos fragmentos foram preservados: Éolo, Aliados (Symmakhoi), Andrômeda, Crisipo, Filhas de Éolo, Filhas de Pélops, Elefenor, Hércules, Hipólito, Cassandra, Laio, Maratônicos, Menedemo, Náuplio, Édipo (duas versões), órfão (Orphanos), Penteu, Suplicantes (Hiketai), Telêgono, e o andarilho (Aletes). Entre eles, algumas linhas bem torneadas mostram um estilo muito melhor do que o Alexandra. Dizem que as tragédias de Lycophron foram muito admiradas por Menedemus de Eretria, embora Lycophron o tenha ridicularizado em uma peça de sátiro.

## AAlexandra
Um poema tradicionalmente atribuído a ele, Alexandra ou Cassandra, foi preservado em sua forma completa, chegando a 1 474 trimestres iâmbicos. Consiste em uma profecia proferida por Cassandra e relata a sorte posterior de Tróia e dos heróis gregos e troianos. São introduzidas referências a eventos de tempos míticos e posteriores, e o poema termina com uma referência a Alexandre, o Grande, que uniria a Ásia e a Europa em seu império mundial.
O estilo obteve para o autor do poema, mesmo entre os antigos, o título de "obscuro"; um estudioso moderno diz que a Alexandra "pode ser a peça mais ilegível da literatura clássica, uma que ninguém pode ler sem um comentário adequado e que mesmo assim torna a leitura muito difícil." O poema evidentemente pretende mostrar o conhecimento do escritor de nomes obscuros e mitos incomuns; está cheio de palavras incomuns de significado duvidoso recolhidas dos poetas mais antigos e compostos prolixo cunhados pelo autor. Provavelmente foi escrito como uma amostra da escola alexandrina, ao invés de poesia pura. Era muito popular no período bizantino e era lido e comentado com muita freqüência; os manuscritos da Alexandra são numerosos. Duas paráfrases explicativas do poema sobreviveram, e a coleção de scholia de Isaac e John Tzetzes é muito valiosa (muito usada por, entre outros, Robert Graves em seus mitos gregos)

### Uma obra pseudoepigráfica?
Alguns estudos modernos concluíram que Alexandra não pode ser obra do autor do século III a.C.; no resumo de um estudioso dessa visão, o poema era:
Escrito logo após a vitória de Flamininus na Batalha de Cynoscephalae sobre Filipe V da Macedônia em 197/6 a.C. O autor, cujo verdadeiro nome e local de origem provavelmente estão ocultos sob a tradição biográfica impenetravelmente enigmática sobre "Licofron", provavelmente usou o nome, e parte da substância literária, de Licofron, não em emulação, mas como uma reminiscência irônica do escritor anterior, que combinou a prática da tragédia com a elucidação da comédia. Somente com base nessa suposição de um pseudo-epígrafe deliberado pode-se apreciar toda a ironia de sua obra.
A questão gira em torno de passagens do poema (1226-1280; cf. 1446-1450) que descrevem o domínio romano em termos que só se ajustam à situação após a Segunda Guerra da Macedônia. Cassandra profetiza que os descendentes de seus ancestrais troianos "devem com suas lanças ganhar a maior coroa de glória, obtendo o cetro e a monarquia da terra e do mar" e elabora com alusões ao curso dos eventos históricos. Alguns estudiosos, como Stephanie West, consideram essas passagens como interpolações e defendem a atribuição da maior parte do poema a Licofrão, o poeta trágico.

## Traduções (em inglês)
- Philip Yorke, Viscount Royston (1784 - 1808, publicado postumamente em 1832) online
- A. W. Mair (1921), Loeb Classical Library (online at the Internet Archive; online on Google Books)
- George W. Mooney (1921)